# Монтебело Йонико
Монтебѐло Йо̀нико (на италиански: Montebello Jonico, може да се намира и формата Montebello Ionico) е градче и община в Южна Италия, провинция Реджо Калабрия, регион Калабрия. Разположено е на 425 m надморска височина. Населението на общината е 6225 души (към 2012 г.).